# El Naranjo, Zirándaro
El Naranjo är en ort i Mexiko.   Den ligger i kommunen Zirándaro och delstaten Guerrero, i den södra delen av landet, 220 km sydväst om huvudstaden Mexico City. El Naranjo ligger 222 meter över havet och antalet invånare är 145.
Terrängen runt El Naranjo är kuperad åt sydost, men åt nordväst är den platt. Runt El Naranjo är det glesbefolkat, med 8 invånare per kvadratkilometer. Närmaste större samhälle är Zirándaro, 3,3 km norr om El Naranjo. I omgivningarna runt El Naranjo växer huvudsakligen savannskog.